# Ангелики

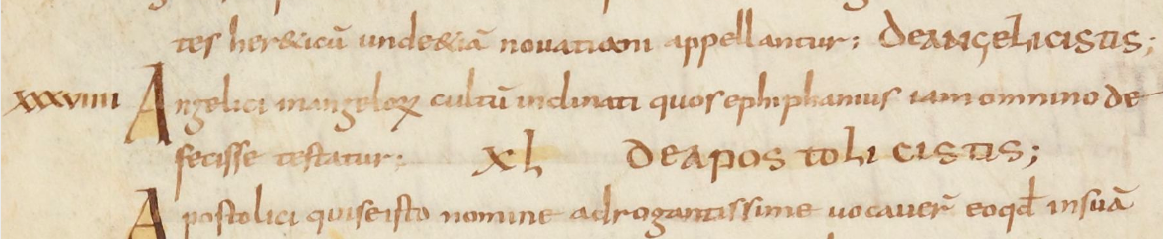
Августин в книге «De Haeresibus ad Quodvultdeum Liber Unus» («Ереси, попущением Бога, в одной книге») о ангеликах. «Smaragdus». рукопись IX века. Национальная библиотека Франции

Анге́лики или ангело́вцы (др.-греч. ἀγγελικοί; лат. angelici; др.-рус. ангєльсти; церк.-слав. а́нгєловцы) или ангели́ты  (ср.-греч. ἀγγελῖτοι) — еретики, упоминаемые Епифанием в «Панарионе» в числе 80 ересей и Иоанном Дамаскиным в книге «О ста ересях вкратце», у обоих авторов это 60 ересь. Исидор Севильский в восьмом томе книги «Этимологии» пишет об этой ереси под 18 номером.
К моменту написания «Панариона», к концу  IV века, ангелики совершенно исчезли, по этой причине Епифаний не знает ни вероучения ангеликов, ни причину из-за которой ангелики получили своё название. Епифаний высказывает предположения и предлагает три варианта для объяснения названия «ангелики»:
1. Ангелики учили о том, что мир приведен в бытие ангелами.
2. Ангелики учили о том, что они состоят в чине ангельском и ведут отличнейший образ жизни.
3. Ангелики  получили своё имя от какого-либо места, по тому что есть какая-то местность Ангелика, лежащая по ту сторону страны Месопотамской.

Августин в книге «De Haeresibus ad Quodvultdeum Liber Unus» кратко  пишет об ангеликах, пересказывая и ссылаясь на Епифания, у него ангелики это 39 ересь. Автор трактата «Праедестинат» (лат. «Praedestinatus»), у которого порядок ересей как у Августина, ссылаясь на Епифания, говорит о том, что ангелики были разгромлены Феофилом, епископом Апамейским.
Ангелики упоминаются Иоанном Зонарой, Феодором Вальсамоном и Алексеем Аристином, в их толкованиях 35 правила Лаодикийского собора.
Матфей Властарь в Алфавитной синтагме, толкуя 35 правило Лаодикийского собора называет еретиков — «ангелиты» (ср.-греч. ἀγγελῖτοι); он считает, что ангелики, о которых писал Епифаний, и ангелиты, против которых изложено 35 правило Лаодикийского собора, это две разные ереси.  